# Сушє
Сушє (словен. Sušje) — поселення в общині Рибниця, регіон Південно-Східна Словенія, Словенія.